# Сисо
Сисо (яп. 宍粟市 Сисо:-си) — город в Японии, находящийся в префектуре Хиого. Площадь города составляет 658,60 км², население — 38 581 человек (1 августа 2014), плотность населения — 58,58 чел./км².

## Географическое положение
Город расположен на острове Хонсю в префектуре Хиого региона Кинки. С ним граничат города Ябу, Асаго, Тацуно, Химедзи, Мимасака, посёлки Камикава, Саё, Вакаса и село Нисиавакура.

## Население
Население города составляет 38 581 человек (1 августа 2014), а плотность — 58,58 чел./км². Изменение численности населения с 1980 по 2005 годы:
| 1980 | 49 084 чел. |  |
| 1985 | 48 980 чел. |  |
| 1990 | 48 454 чел. |  |
| 1995 | 47 685 чел. |  |
| 2000 | 45 460 чел. |  |
| 2005 | 43 302 чел. |  |

## Символика
Деревом города считается Fagus crenata, цветком — Lilium japonicum.